# SBAS
항공항법정보시스템(Satellite Based Augmentation System, SBAS)은 추가적인 위성방송 메시지를 사용해서 광범위한 지역 또는 지역적인 보강을 지원하는 시스템이다. 이런 시스템은 보통 정확하게 측량된 지점에 위치한 여러개의 지상관측소로 구성된다. 지상관측소는 한개 또는 그 이상의 GNSS위성, 위성신호, 또는 사용자들에 의해 수신된 신호에 영향을 줄 수도 있는 다른 환경적인 인자를 측정한다. 이런 측정값을 사용해서 정보메시지가 생성되고 최종 사용자를 위한 한개 또는 그 이상의 방송위성에 보내진다. SBAS 설계 및 실행은 다를수 있지만, SBAS라는 용어는 이런 위성기반보강시스템을 말한다. 국제민간항공기구(ICAO)는 SBAS는 특별한 미국의 WAAS(광역오차보정시스템)의 설계와 부합하는 메시지 포맷과 주파수를 전송해야만 한다고 규정하고 있다
GNSS(범지구위성항법시스템)의 보강은 외부정보를 계산과정에 통합함으로써 항법시스템의 정확도, 신뢰도, 가용성과 같은 특성을 개선하기위한 방법 중 하나이다. 현재 이와같은 많은 시스템이 전 세계에 존재있으며 통상 GNSS센서가 외부 정보를 수신하는 방법에 따라서 이름을 부른다. 몇몇 시스템은 오차 원인에 대한 추가적인 정보(시계 드리프트, 천체력(ephemeris), 전리층지연)를 전송한다. 어떤 시스템은 위성신호가 과거에 얼마나 차이가 나는지 직접적인 관측을 제공하는 반면에, 계산과정에 통합될 수 있는 추가적인 차량의 정보를 제공하는 시스템도 있다.  미국은 세계최초의 SBAS인 WAAS(Wide Area Augmentation System)를 운용 중이다.

## 같이 보기
- 한국형 항공항법시스템
- 대한민국 항공위성 1호